# Göritz (Brandenburgia)
Göritz – gmina w Niemczech, w kraju związkowym Brandenburgia, w powiecie Uckermark, wchodzi w skład urzędu Brüssow (Uckermark).

## Toponimia
Nazwa pochodzenia słowiańskiego, połabskie *Gorica od słowa gora „góra”.